# Lijst van beelden in Pekela
Dit is een (onvolledige) chronologische lijst van beelden in Pekela. Onder een beeld wordt hier verstaan elk driedimensionaal kunstwerk in de openbare ruimte van de Nederlandse gemeente Pekela, waarbij beeld wordt gebruikt als verzamelbegrip voor sculpturen, standbeelden, installaties, gedenktekens en overige beeldhouwwerken.
In het veenkoloniale Pekela staan meerdere beelden die met de geschiedenis van de gemeente te maken hebben. Door hun vaak moderne uitvoering worden oud en nieuw met elkaar verbonden. Een voorbeeld hiervan is het door de architect Jan Timmer gemaakte werk Geveltjes uit 1989, dat herinnert aan de woningen die vroeger op de plek van het viaduct van de N366 stonden.
Voor een volledig overzicht van de beschikbare afbeeldingen zie: Beelden in Pekela op Wikimedia Commons.
| Geplaatst | Omschrijving                                   | Kunstenaar          | Locatie                                       | Materiaal          | Afbeelding |
| --------- | ---------------------------------------------- | ------------------- | --------------------------------------------- | ------------------ | ---------- |
| 1946      | Verzetsgraf                                    |                     | Nieuwe Pekela, Begraafplaats                  |                    |            |
| 1949      | Oorlogsmonument                                | Frederik Hoevenagel | Nieuwe Pekela, Dr. Sicco Tjadenstraat C53     | brons              |            |
| 1949      | Oorlogsmonument                                |                     | Oude Pekela, Burg. van Weringstraat           |                    |            |
| 1950      | Joods monument                                 |                     | Oude Pekela, Draijerswijk                     |                    |            |
| 1985      | Man met hondenkar                              | Hans Mes            | Oude Pekela, hoek Raadhuislaan/F. Clockstraat | brons              |            |
| 1986      | Kiepkerel                                      | Hans Mes            | Oude Pekela, Raadhuisplein                    | brons              |            |
| 1987      | Scheepsjagers                                  | Hans Mes            | Oude Pekela, F. Clockstraat                   | brons              |            |
| 1989      | Luchtspektakel                                 | Jon Gardella        | Nieuwe Pekela                                 | brons, rvs         |            |
| 1989      | Cirkelgang                                     | Jan Steen           | Nieuwe Pekela                                 | brons, rvs         |            |
| 1989      | Geveltjes                                      | Jan Timmer          | Nieuwe Pekela                                 |                    |            |
| 1990      | zonder titel                                   | Bas Lugthart        | Nieuwe Pekela, bij N366                       |                    |            |
| 1992      | Aarde                                          | Carlo Kroon         | Boven Pekela, Pekelderhoofddiep               | staal              |            |
| 1992      | Water                                          | Carlo Kroon         | Boven Pekela, Pekelderhoofddiep               | staal              |            |
| 1992      | Lucht                                          | Carlo Kroon         | Boven Pekela, Pekelderhoofddiep               | staal              |            |
| 1992      | Vuur                                           | Carlo Kroon         | Boven Pekela, Pekelderhoofddiep               | staal              |            |
| 2000      | Vuistbijl                                      | Dimphi Hombergen    | Nieuwe Pekela, Hoetmansmeer                   | Belgisch hardsteen |            |
| 2002      | Fré Meis                                       | Christine Chiffrun  | Oude Pekela                                   | brons              |            |
| 2006      | RO-D-YS                                        | Marten Grupstra     | Oude Pekela, Raadhuisplein                    | brons              |            |
| 2009      | Turfkruiwagen                                  | Frans Kokshoorn     | Oude Pekela, Burg. Borgesiuslaan              | brons              |            |
| 2010      | Bevrijding van de Pekela's 13 en 14 april 1945 | Marten Grupstra     | Oude Pekela, Raadhuisplein                    | brons              |            |